# Stały Komitet Ogólnochińskiego Zgromadzenia Przedstawicieli Ludowych
Stały Komitet Ogólnochińskiego Zgromadzenia Przedstawicieli Ludowych (chiń. upr. 全国人民代表大会常务委员会; chiń. trad. 全國人民代表大會常務委員會; pinyin Quánguó Rénmín Dàibiǎo Dàhuì Chángwù Wěiyuánhuì) – organ OZPL, który pomiędzy sesjami parlamentu (czyli przez większą część roku) sprawuje najwyższą władzę ustawodawczą i kontrolną w Chińskiej Republice Ludowej.
Stały Komitet OZPL w obecnej kadencji liczy 175 członków, w tym przewodniczącego i 14 wiceprzewodniczących. Zgodnie z konstytucją, muszą znajdować się w nim reprezentanci mniejszości etnicznych. Członkowie Stałego Komitetu wybierani są przez OZPL i mogą być przez nie odwoływani. Obowiązuje zakaz sprawowania przez członków Stałego Komitetu jakichkolwiek stanowisk w organach administracyjnych, sądowych i prokuraturze.
Kadencja Stałego Komitetu upływa wraz z kadencją OZPL.
Sesje Stałego Komitetu odbywają się średnio co 2 miesiące. W ramach Komitetu Stałego funkcjonuje szereg organów, jak np. Biuro Administracyjne, Komisja Robocza Systemu Prawnego i Komisja Robocza do spraw Budżetu. Stały Komitet ma obowiązek składania sprawozdań podczas corocznego posiedzenia OZPL.
Zgodnie z konstytucją ChRL, Stały Komitet OZPL pełni również rolę trybunału konstytucyjnego. Stały Komitet zatwierdza lub uchyla akty prawne wydawane przez legislatywy Hongkongu i Makau.
Ponadto posiada szereg różnych uprawnień, jak:
- ustalanie systemu stopni wojskowych i rang dyplomatycznych
- powoływanie i odwoływanie sędziów Najwyższego Sądu Ludowego i Najwyższej Prokuratury Ludowej
- mianowanie i odwoływanie ambasadorów
- ratyfikacja umów międzynarodowych
- nadawanie orderów i odznaczeń
- ułaskawienia
- wprowadzanie stanu wyjątkowego i mobilizacji.

## Przewodniczący Stałego Komitetu OZPL
| Lp | Fotografia | Imię i nazwisko | Okres urzędowania                   |
| -- | ---------- | --------------- | ----------------------------------- |
| 1  |            | Liu Shaoqi      | 15 września 1954 – 28 kwietnia 1959 |
| 2  |            | Zhu De          | 28 kwietnia 1959 – 6 lipca 1976     |
| -  |            | Song Qingling   | 6 lipca 1976 – 5 marca 1978         |
| 3  |            | Ye Jianying     | 5 marca 1978 – 18 czerwca 1983      |
| 4  |            | Peng Zhen       | 18 czerwca 1983 – 27 kwietnia 1988  |
| 5  |            | Wan Li          | 13 kwietnia 1988 – 27 marca 1993    |
| 6  |            | Qiao Shi        | 27 marca 1993 – 15 marca 1998       |
| 7  |            | Li Peng         | 15 marca 1998 – 15 marca 2003       |
| 8  |            | Wu Bangguo      | 15 marca 2003 – 14 marca 2013       |
| 9  |            | Zhang Dejiang   | 14 marca 2013 – 17 marca 2018       |
| 10 |            | Li Zhanshu      | 17 marca 2018 – 10 marca 2023       |
| 11 |            | Zhao Leji       | od 10 marca 2023                    |